# Doug Payton
Pour les articles homonymes, voir Payton.
Doug Payton  est un joueur américain de football américain ayant fait carrière dans le football universitaire.
Payton commence à jouer dans l'équipe de l'université du Colorado en 1972, effectuant trois saisons avec l'équipe des Buffaloes. Il est sélectionné par les Falcons d'Atlanta lors du draft de la NFL de 1975 mais il ne fait partie du groupe lors du début de la saison 1975.